# Ким, Вячеслав Ильич
Вячеслав Ильич Ким (5 января 1947 — 1 августа 2023) — советский и российский военный строитель, генерал-майор, лауреат Государственной премии РФ.

## Биография
Родился 5 января 1947 года в селе Комсомольское Келлеровского района Кокчетавской области.
Окончил Тюменское военно-инженерное училище (1968) и электромеханический факультет Ленинградского ВВИСУ (1978).
В 1968—1974 годах служил на Балтийском флоте.
- 1978—1980 начальник СМУ 64 СМУ Управления начальника работ (УНР) ЧФ;
- 1980—1983 главный инженер УНР тыла ЧФ;
- 1983—1984 главный инженер УНР тыла СФ;
- 1984—1991 начальник УНР Морской инженерной службы (МИС) СФ;
- 1991—1995 начальник МИС ЧФ;
- 1995—2005 зам. командующего Черноморским флотом по строительству, инженерному обеспечению и расквартированию войск.

Генерал-майор.
Лауреат Государственной премии Российской Федерации (2000) в области науки и техники за реализацию комплексной программы создания объектов социального значения. Заслуженный строитель Российской Федерации (1999). Награждён орденом «За военные заслуги» (1996).